# Сорти (Варезе)
Сорти је насеље у Италији у округу Варезе, региону Ломбардија.
Према процени из 2011. у насељу је живело 40 становника. Насеље се налази на надморској висини од 360 м.